# 阿伏西地
阿伏西地（INN：alvocidib；开发代号：HMR 1275、L-868275），也叫夫拉平度（flavopiridol），是一种黄酮类生物碱CDK9激酶抑制剂，由Tolero制药公司进行临床开发，用于治疗急性骨髓性白血病。还研究了将它用于治疗关节炎和粥样斑块形成。阿伏西地的靶点是正转录延伸因子（P-TEFb）。用阿伏西地处理细胞会抑制P-TEFb并导致mRNA产生的损失。
该化合物是罗希吐碱的合成类似物。罗希吐碱是一种天然产物，最初从山楝中提取，后来从红果㭴木中提取。

## 孤儿药
美国食品药品监督管理局已授予阿伏西地孤儿药资格，用于治疗急性髓系白血病患者。